# A Predator's Portrait
A Predator's Portrait treći je studijski album švedskog melodičnog death metal sastava Soilwork, objavljen 19. veljače 2001.
Smatra se albumom kojim su se izdvojili od ostalih švedskih death metal-sastava. Uz Soilwork, producirao ga je Fredrik Nordström.

## Popis pjesama
| 1.    | »Bastard Chain«            | 4:02 |
| 2.    | »Like the Average Stalker« | 4:30 |
| 3.    | »Needlefeast«              | 4:06 |
| 4.    | »Neurotica Rampage«        | 4:43 |
| 5.    | »The Analyst«              | 4:42 |
| 6.    | »Grand Failure Anthem«     | 5:20 |
| 7.    | »Structure Divine«         | 4:06 |
| 8.    | »Shadowchild«              | 4:38 |
| 9.    | »Final Fatal Force«        | 4:59 |
| 10.   | »A Predator's Portrait«    | 4:31 |
| 45:43 |                            |      |

## Postava sastava
- Björn "Speed" Strid − vokal
- Peter Wichers − prva i ritam gitara
- Ola Frenning − prva i ritam gitara
- Henry Ranta − bubnjevi
- Ola Flink − bas-gitara
- Carlos Del Olmo Holmberg − klavijature